# WriteAPrisoner.com
WriteAPrisoner.com é uma empresa online sediada na Flórida, cujo objetivo declarado é reduzir a reincidência penal através de uma variedade de métodos, que incluem a correspondência com pen-pals do lado de fora das prisões, oportunidades educacionais, oportunidades de emprego, guias de recursos, bolsas de estudos para crianças impactadas pelo crime, e advocacia. O site começou basicamente como um local para postar perfis de pen-pal e solicitar assistência legal para detentos, e desde então evoluiu para alcançar uma abordagem mais abrangente para os desafios da vida de um detento.

## Fundo

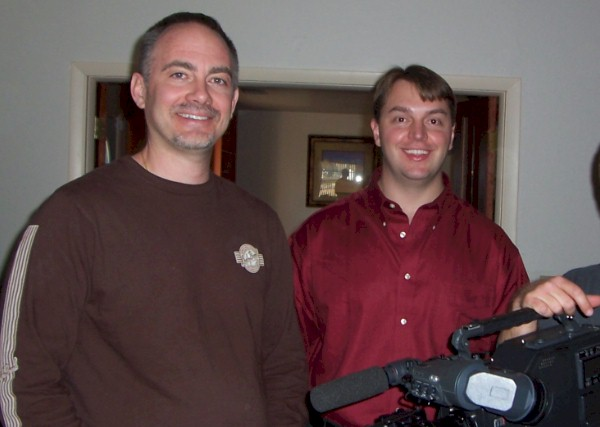
Produtor Christopher Hines e dono Adam Lovell, durante a filmagem de um episódio a respeito do site.

Existem cerca de 15.000 perfis de detentos no site, a maioria deles encarcerados nos EUA - apesar de também haver detentos internacionais.
O site não fornece nenhum acesso à Internet para os detentos, porém tem sido apelidado pelos meios de comunicação, com frequência, de "MySpace/Facebook para dententos".. Tem sido comparado com redes sociais, por estar disponível online e incluir perfis de detentos; no entanto, a maioria das agências de notícias reconhecem-no como promotor de pen-pal tradicional, por intermédio de cartas de papel, já que o site não fornece acesso à internet para os detentos. Os presos usando WriteAPrisoner.com só tem acesso por meio de correio postal. O site cobra dos presos $40/ano para que mantenham online perfil e foto, que são por sua vez, vistos pelo público gratuitamente. O site incentiva que se escreva cartas diretamente aos detentos, ou alternativamente, que a mensagem seja repassada gratuitamente pelo serviço de e-mail do site.